# Закон Мерфи
Зако́н Ме́рфи (англ. Murphy's law) — шутливый философский принцип, который формулируется следующим образом:
Если что-нибудь может пойти не так, оно пойдёт не так (англ. Anything that can go wrong will go wrong).
Иностранный общий аналог русского «закона подлости», «закона бутерброда» и «генеральского эффекта».
Приписывается капитану Эдварду А. Мерфи, инженеру Лаборатории реактивного движения, служившему на авиабазе Эдвардс в 1949 году. Хотя выражения, описывающие подобный принцип, очевидно применялись в обиходе и ранее.
Существуют различные количества и формулировки самого закона и его следствий. Многие из них применяются в комедийных сюжетах.

## Происхождение
В 1949 году на базе ВВС США Эдвардс в Калифорнии исследовались причины аварий самолётов. Служивший на базе майор Эдвард Мерфи (англ. Edward Murphy) был в то время инженером на проекте MX981 ВВС США. Целью проекта было определение максимальной перегрузки, которую способен выдержать человеческий организм. Оценивая работу техников одной из лабораторий, он утверждал, что если можно сделать что-либо неправильно, то эти техники именно так и сделают. По легенде, фраза («Если существуют два способа сделать что-либо, причём один из них ведёт к катастрофе, то кто-нибудь изберёт именно этот способ») впервые была сказана в момент, когда заведённый самолётный двигатель начал вращать пропеллер не в ту сторону. Как потом выяснилось, техники установили детали задом наперёд.
Руководитель проекта от компании «Нортроп» Дж. Николс назвал эти постоянные неполадки «законом Мерфи». На одной из пресс-конференций проводивший её полковник ВВС заявил, что всё достигнутое по обеспечению безопасности полётов — это результат преодоления «закона Мерфи». Так выражение попало в прессу. В последующие несколько месяцев этот принцип стал широко использоваться в промышленной рекламе и попал в жизнь.

## Формулировка
Если проводится n испытаний, результат каждого из которых оценивается логической функцией z, причём отрицательный (неудачный) результат нежелателен, то для достаточно большого n обязательно хотя бы для одного испытания A получим неудачный результат {\displaystyle \lnot z(A)}.

## Комментарий Каллагана
Каллаган дал комментарий к закону Мерфи. Он сформулировал его в форме:
Мерфи был оптимистом.
Позднее комментарий Каллагана был переформулирован в более строгой форме в виде:
Для любого n найдётся m, причём {\displaystyle m<n}, такое, что если n достаточно велико для выполнения закона Мерфи в данных конкретных условиях, то m испытаний достаточно, чтобы хотя бы одно из них A дало нежелательный результат {\displaystyle \lnot z(A)}.

## Статистический аспект
Известный британский статистик Дэвид Хэнд указывает, что законы Мерфи следуют из «закона действительно больших чисел». При этом случаи наблюдения закона Мерфи запоминаются в результате систематической ошибки отбора.

## Следствия
Следствия из закона Мерфи были впервые опубликованы в книге Артура Блоха «Закон Мерфи». Авторство не установлено (скорее всего, не собственно Эдварда Мерфи).
Следствия были опубликованы в словесной форме, не лишённой доли юмора. Сегодня эту форму называют «канонической». Все следствия в канонических формулировках следует понимать как имеющие место в условиях закона Мерфи, то есть для достаточно большого числа испытаний при условии наличия функции, оценивающей желательность или нежелательность отдельного события. С учётом этого разработаны современные строгие формулировки следствий.
Первые пять следствий формулируются, как и сам закон Мерфи, в терминах теории вероятностей.
|   | Каноническая формулировка                                                                             | Строгая формулировка |
| - | --- | --- |
| 1 | Всё не так легко, как кажется...                                                                      | Если имеется оценочная функция, причём желательны неотрицательные значения, и известно, что для n испытаний функция достаточно достоверно даёт неотрицательные значения, то всегда найдётся {\displaystyle m<n}, такое, что для m испытаний функция обязательно даст весомое количество отрицательных значений. |
| 2 | Всякая работа требует больше времени, чем вы думаете.                                                 | Если имеется оценочная функция, причём желательны неотрицательные значения, и известно, что для n испытаний функция достаточно достоверно даёт неотрицательные значения, то всегда найдётся {\displaystyle m<n}, такое, что для m испытаний функция обязательно даст весомое количество отрицательных значений. |
| 3 | Из всех возможных неприятностей произойдёт именно та, ущерб от которой больше.                        | Если есть несколько возможных вариантов исхода каждого из событий, и часть вариантов нежелательна, причём в разной степени, то при возрастании количества испытаний вероятность выпадения наиболее нежелательного варианта стремится к единице.                                                                 |
| 4 | Если четыре причины возможных неприятностей заранее устранены, то всегда найдётся пятая.              | Если исход события зависит от бесконечного числа априорных факторов, причём из них найдено n таких, о которых достоверно известно, что их наличие приведёт к нежелательному исходу, то всегда существует как минимум (n + 1)-й такой фактор.                                                                    |
| 5 | Предоставленные сами себе события имеют тенденцию развиваться от плохого к худшему.                   | При неограниченном возрастании количества испытаний вероятность нежелательного исхода возрастает (в других формулировках — стремится к единице). |
| 6 | Как только вы принимаетесь делать какую-то работу, находится другая, которую надо сделать ещё раньше. | Для любого процесса найдётся такой, без завершения которого невозможен данный. |
| 7 | Всякое решение плодит новые проблемы.                                                                 | Устранение факторов, способных привести к нежелательному исходу, обнаруживает новые такие факторы. |

## Закон бутерброда
Частным случаем закона Мерфи является «закон бутерброда», гласящий: «Бутерброд всегда падает маслом вниз», или, в другой интерпретации, «Вероятность падения бутерброда маслом вниз прямо пропорциональна стоимости ковра».
Следствия:
- Если бутерброд намазать маслом с двух сторон, то после падения он начнёт кататься по ковру.
- Противники предыдущей точки зрения считают, что если бутерброд намазать маслом с двух сторон (а лучше — со всех шести), то он зависнет в воздухе.

Полушутливое утверждение, что бутерброд практически всегда падает намазанной частью вниз, не лишено некоторых оснований:
1. Смещение центра тяжести бутерброда к той стороне, на которой лежит масло.
2. Возможное объяснение: если бутерброд упадёт хлебом вниз, то он может отскочить и перевернуться.
3. И, наконец, психологический эффект: падение бутерброда намазанной стороной вниз вызывает больше негативных эмоций и, следовательно, лучше откладывается в памяти.

Практическая проверка проводилась в американской телепередаче «Разрушители легенд», проверяемый миф назывался «Toast — Butter Side Up or Down?». В результате проверки выяснилось, что, будучи сброшенным идеально вертикально, бутерброд с маслом может равновероятно упасть как на одну, так и на другую сторону (фактически, бутерброды падали чаще на сторону без масла, так как в процессе намазывания маслом приобретали слегка изогнутую форму). Однако если столкнуть бутерброд с края стола (типичная бытовая ситуация), то он обычно делает пол-оборота в воздухе и падает именно маслом вниз. Следует заметить, что разрушители легенд испытывали в качестве бутерброда горячие тосты, смазанные мизерным (на кончике ножа) количеством масла.
В фильме «QED» (BBC, 1991) были поставлены многочисленные эксперименты, опровергающие распространённое мнение. В ходе опыта было подброшено 300 бутербродов, из которых 148 упали маслом вверх, что приблизительно равняется теоретической вероятности в 50 %.
В 1996 году физик Роберт Мэттьюз из университета Эстона (Англия) получил Шнобелевскую премию за работу «Падающий бутерброд, закон Мерфи и мировые постоянные», посвящённую тщательному исследованию данного Закона Мерфи и особенно проверке его следствия: бутерброд чаще падает на землю маслом вниз.
Мэттьюз вывел формулу для обоснования своих доводов.
{\displaystyle \omega ^{2}={\frac {6g}{a}}{\frac {n}{1+3n^{2}}}\sin e}, где
- {\displaystyle \omega } — угловая скорость вращения
- {\displaystyle a} — половина длины бутерброда
- {\displaystyle b} — критическое нависание
- {\displaystyle H} — высота стола
- {\displaystyle e} — угол отрыва от стола
- {\displaystyle mg} — вес бутерброда

Динамика бутерброда

- {\displaystyle n} — параметр переворачивания, n = b/a[6]

## Эффект присутствия
Если испытания безупречно работающей системы проводятся перед заказчиком, то она обязательно даст сбой.
Известен также под названием «эффект демонстрации», «эффект визита», «эффект присутствия» и т. п. Он подразумевает невозможность продемонстрировать зрителям то, что без зрителей происходило без проблем. Чем сильнее демонстрирующий заинтересован в успехе демонстрации, тем сильнее проявляется этот эффект.
В кругу физиков известен похожий эффект — «Эффект Паули». Эффект заключается в том, что в присутствии физика-теоретика Вольфганга Паули переставало работать оборудование, даже если Паули был заинтересован в его работе.
На флоте это называется «адмиральский эффект». Сбой произойдёт непременно в присутствии проверяющего адмирала.
Также известен эффект присутствия для проблемы: когда присутствует тот, кто должен решить некую проблему, эта проблема перестаёт проявляться сама собой.